# Paraschizidium graecum
Paraschizidium graecum är en kräftdjursart som beskrevs av Helmut Schmalfuss 1981. Paraschizidium graecum ingår i släktet Paraschizidium och familjen klotgråsuggor. Inga underarter finns listade i Catalogue of Life.